# Automobilwerk Walter Schätzle

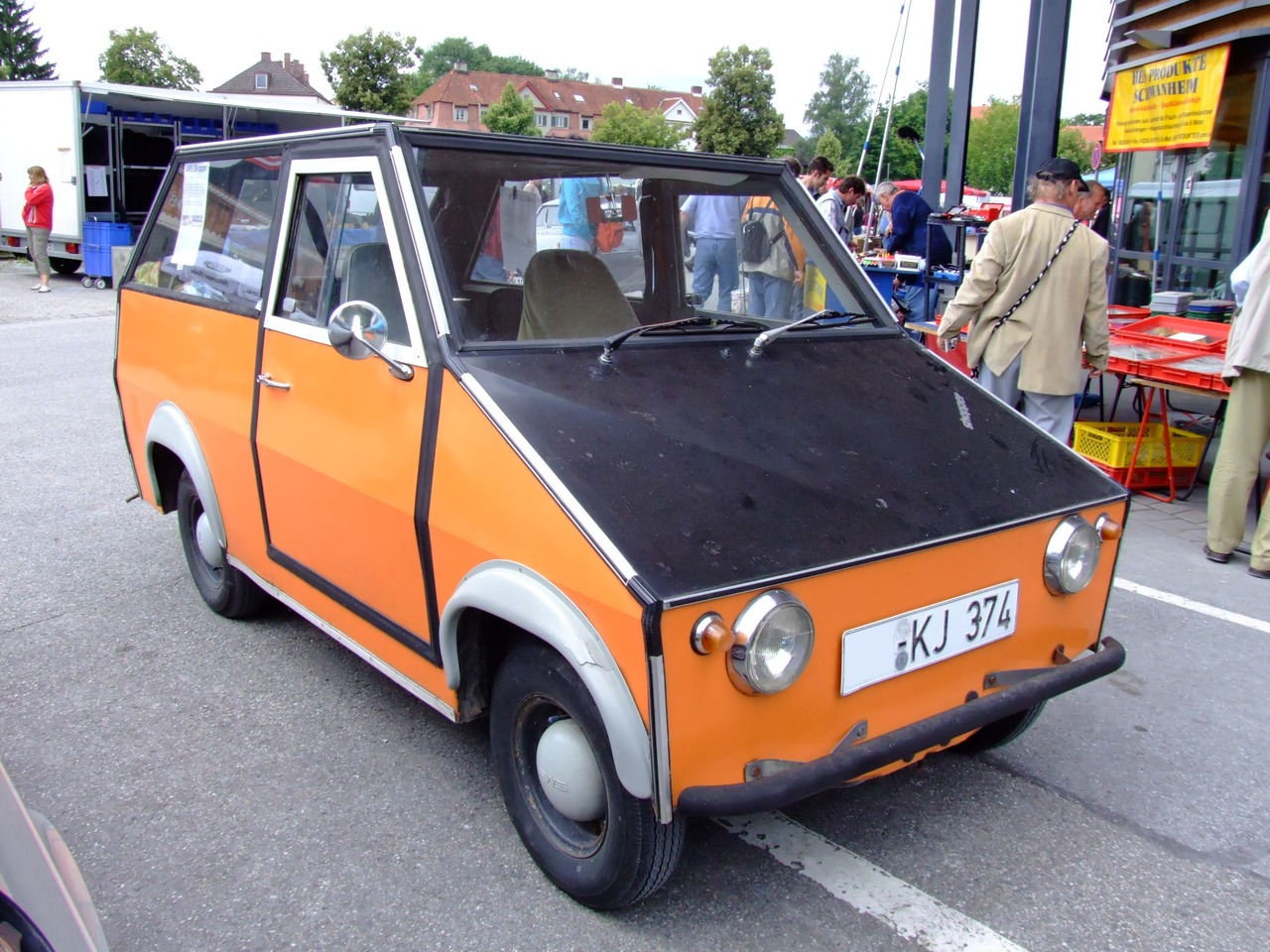
AWS Shopper von 1974

Das Automobilwerk Walter Schätzle (AWS) war ein deutscher Hersteller von Automobilen.

## Unternehmensgeschichte
Der ehemalige Borgward-Händler Walter Schätzle (* 27. Dezember 1928, † 12. September 2021) aus Oberhöchstadt im Taunus präsentierte 1970 einen Kleinstwagen auf der Hannover-Messe und begann mit der Produktion in Handarbeit in Ober-Bessingen. 1973 gründete er das Unternehmen in Berlin-Rudow. Der Markenname lautete AWS; die Fahrzeuge hießen AWS Shopper und AWS Piccolo. Im Juli 1974 endete die Produktion, als das Unternehmen in Insolvenz ging. Insgesamt entstanden etwa 1700 Fahrzeuge.
Nach dem Konkurs von Borgward im Jahr 1963 kaufte Schätzle Ersatzteile der Isabella, die er nicht nur zur Instandsetzung vorhandener Wagen brauchte, sondern aus denen er auch Neufahrzeuge baute. Außerdem entwickelte er einen Prototyp, der nur noch seitlich der bis dahin bekannten Isabella glich und mit Doppelscheinwerfern des Fiat 1500 und einem Heck, das dem großen Borgward P 100 ähnelte, eine eigenständige, dem Zeitgeschmack entsprechende Form hatte, jedoch ohne die damals noch modischen Heckflossen. Der Entwurf des Hecks mit Bauteilen des P 100 stammte von Hans-Ulrich von Mende.

## Fahrzeuge
Das Unternehmen stellte Kleinstwagen her. Angetrieben wurden sie vom Zweizylindermotor aus dem Goggomobil mit 250 cm³ Hubraum. Außer dem AWS Shopper baute Schätzle den AWS Piccolo, der als Strandwagen, Pick-up, Jagdwagen und Transporter karossiert werden konnte. Die Prototypen hatten Frontmotoren mit dem Frontantrieb des Lloyd 400, bei den in Serie gebauten Fahrzeugen war der Motor jedoch im Heck eingebaut.